# Rufus W. Cobb

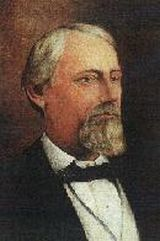
Rufus W. Cobb

Rufus Willis Cobb (* 25. Februar 1829 in Ashville, Alabama; † 26. November 1913 in Birmingham, Alabama) war ein US-amerikanischer Politiker (Demokratische Partei) und der 25. Gouverneur von Alabama.

## Frühe Jahre und politischer Aufstieg
Cobb besuchte eine Privatschule in Ashville und graduierte dann 1850 an der University of Tennessee. Er studierte Jura und wurde 1855 als Anwalt zugelassen. Zu Beginn des Amerikanischen Bürgerkriegs verpflichtete er sich in der Konföderiertenarmee im Dienstgrad eines Captain und ihm wurde das Kommando über die Kompanie C, 10. Alabama Infanterieregiment geben. Nach dem Krieg zog er nach Shelby County, Alabama und wurde Partner in der Kanzlei von B.B. Lewis. Später zog er 1873 erneut um, jetzt nach Helena, wo er zwischen 1873 und 1891 Präsident der Central Iron Works war. Ferner arbeitete er für die Louisville and Nashville Railroad als Rechtsanwalt. Cobb entschied sich 1872 eine politische Karriere einzuschlagen, indem er in den Senat von Alabama gewählt wurde, was 1876 erneut geschah.

## Gouverneur von Alabama
Am 5. August 1878 wurde er zum 25. Gouverneur von Alabama gewählt und am 28. November 1878 vereidigt. Ferner wurde er 1880 für eine weitere Amtszeit wiedergewählt. Während seiner Amtszeit wurden die staatliche Anwaltskammer (State Bar Association), die staatliche Eisenbahn, sowie das Tuskegee Normal and Industrial Institute for Negroes geschaffen. Ferner wurde die Etablierung der Gesundheitsbehörde von Alabama (Alabama Board of Health) weiter vorangetrieben, womit schon sein Vorgänger George S. Houston angefangen hatte. Cobb schuf auch den staatlichen Prüfungsausschuss (State Board of Dental Examiners). Die Kosten der Landesregierung wurden reduziert und zu Ende seiner Amtszeit war ein Nettoüberschuss in der Staatskasse von Alabama. Cobb verließ am 1. Dezember 1882 sein Amt und kehrte kurz ins Privatleben zurück.

## Weiterer Lebenslauf
Cobb wurde 1888 zum Nachlassrichter von Shelby County ernannt. Nachdem seine Amtszeit abgelaufen war, zog er nach Birmingham. Er verstarb am 26. November 1913 und wurde auf dem Forest Hill Cemetery in Birmingham beigesetzt. Cobb war zwei Mal verheiratet und zwar mit Margaret McClung sowie mit Frances Fell. Das Ergebnis dieser Verbindungen waren drei Kinder.